# 稲葉正往
稲葉 正往 / 正通（いなば まさみち）は、江戸時代前期から中期の譜代大名、老中。相模小田原藩3代藩主、越後高田藩主、下総佐倉藩初代藩主。稲葉正則の長男、母は毛利秀元の娘。正成系稲葉家宗家4代。

## 生涯
父・正則は大老酒井忠清に連なる側近で、長らく老中首座として現職だった。正往自身も家督相続以前から幕府に重用され、慶安4年（1651年）に4代将軍徳川家綱に御目見、寛文3年（1663年）の家綱の日光社参で先導役を務めている。
延宝8年（1680年）、家綱が死去し、その異母弟綱吉が5代将軍に就任、酒井忠清が大老を解任された後に父が大政参与として1年間幕政を取り仕切っていたが、正往は天和元年（1681年）4月に奏者番兼寺社奉行に就任、11月に京都所司代に転任すると共に、父とは別に3万石を与えられた。12月に父が大政参与を辞任、2年後の天和3年（1683年）に隠居して、正往が44歳にして正式に家督を相続した。この時に多くの弟たちに領地を分与、合わせて3万石を幕府に返上して小田原藩10万2000石を相続した。
京都所司代在任中は東宮御所の造営を担当していたが、貞享元年（1684年）に親戚の若年寄稲葉正休が大老堀田正俊を暗殺した事件で連座、遠慮処分となっている。翌貞享2年（1685年）9月、京都所司代を免職となり、12月に江戸に近い小田原藩から越後高田藩に転封を命じられ、翌年に高田藩に移った。免職と転封の理由について、正休の事件に関係していたためとする説があるが、真相は不明である。
15年後の元禄13年（1700年）、江戸城大留守居を経て、翌年に老中として幕政に返り咲き、領地も下総佐倉藩に移された。赤穂浪士による吉良邸討ち入り（赤穂事件）の当日、たまたま月番老中であった正往は、柳沢吉保が登城する前に事後処理を速やかに開始し、浪士たちが即刻処分がされることのないように配慮するなど、したたかなところも見せている。また、老職のかたわら石州流茶道を嗜んだ。
宝永4年（1707年）に隠居し、家督を次男の正知に譲る。8代将軍吉宗政権時には酒井忠挙、小笠原長重と共に先代の遺老、学識豊かな人物として老中並の待遇を受け、江戸城にもしばしば召し出されている。
享保元年（1716年）に死去した。享年77。

## 人物
正室石姫の父の陸奥会津藩主保科正之と妹の夫の陸奥仙台藩主伊達綱村と交流があり、寛文12年12月18日（1673年2月4日）の正之の逝去の3日前の15日に見舞いに訪れた時に正之から遺言を告げられ、子孫が家訓を守らない場合は正則に注進すべしとの遺言を託され、正之の息子正経の藩政を後見、正経の母お万の方の面倒を見た。仙台藩についても、父が後見を務めていた関係で綱村と重臣たちの衝突及び隠居騒動の調停を務めた。ただし、正徳2年（1712年）から翌3年（1713年）にかけて大学頭林信篤と共に仙台藩主伊達吉村と安芸広島藩主浅野吉長との和解に奔走したが、失敗している。
また、儒学者谷時中の子谷宜貞（一斎）を召抱えたが、天文方渋川春海と暦に関する論争を起こしている。

## 年譜
- 寛永17年（1640年）：誕生
- 天和元年（1681年）：奏者番兼寺社奉行（4月9日）、京都所司代（11月15日）
- 天和3年（1683年）：家督相続・10万2000石
- 貞享2年（1685年）：京都所司代を免職・高田に国替（12月11日）
- 元禄13年（1700年）：大留守居役
- 元禄14年（1701年）：老中（1月11日）、佐倉に国替（6月）
- 宝永4年（1707年）：老中辞任（8月2日）、隠居
- 享保元年（1716年）：死去（享年77）

## 系譜
父母
- 稲葉正則（父）
- 毛利秀元の娘（母）

正室、継室
- 石姫（正室） - 保科正之の娘
- 持明院基定の娘（継室）
- 田辺某の娘（継々室）

子女
- 稲葉正知（次男）
- 松平定直正室
- 小笠原長円正室

養子女
- 稲葉正佐 - 実弟
- 土井利知正室 - 実妹

## 官位位階
- 承応3年（1654年）：従五位下丹後守
- 天和元年（1681年）：従四位下侍従
- 宝永4年（1707年）：内匠頭